# Battlefield Play4Free
Battlefield Play4Free was een first-person shooter, ontwikkeld door EA Digital Illusions CE en Easy Studios. Het werd uitgegeven door Electronic Arts en maakt deel uit van de Battlefield-serie. Hierdoor is het spel voorzien van een moderne oorlogvoeringsetting. Play4Free is gebouwd op een aangepaste versie van de Battlefield 2-engine, met verbeteringen, zoals hogeresolutieartwork en post-processingeffecten. Het spel is ook minder belastend voor de computer, vergelijkbaar met Battlefield Heroes.
Het spel was gratis beschikbaar voor spelers online, onder het Electronic Arts '"Play 4 Free"-model. Play4Free maakt gebruik van een vergelijkbare microbetalingen net als in Battlefield Heroes. Het spel werd aangekondigd in november 2010 en was sinds april 2011 in open bètafase. Gesloten bètacodes werden via e-mail al in maart gedistribueerd.
Battlefield Play4Free bevatte de inhoud van zowel Battlefield 2 als Battlefield: Bad Company 2. Het spel had een systeem met levels, in-game winkel en de gameplay kon aangepast worden, vergelijkbaar met Battlefield Heroes.
Het spel ondersteunde gevechten tot 32 spelers tegelijk. Spelers werden gekozen om te spelen als Rusland of de Verenigde Staten, en konden kiezen uit drie klassen, Assault, Medic, Engineer of Recon. Aanpassingen aan het uiterlijk konden bij de registratie doorgevoerd worden: de huidskleur, haarkleur, kapsel en gezichtsbeharing konden ingesteld worden.
Kaarten opgenomen in Battlefield Play4Free waren in wezen updates van klassiekers uit Battlefield 2, zoals Strike op Karkand en de Golf van Oman. Spelers hadden de toegang tot maximaal 16 voertuigen, zoals helikopters, straaljagers en tanks. Dit varieerde per kaart. De upgrade "Oman map" van Battlefield 2 werd gelanceerd in januari 2011.
Battlefield Play4Free stopte op 14 juli 2015.